# Феррари (команда Формулы-1)
«Скудерия Феррари» (итал. Scuderia Ferrari), полное наименование «Скудерия Феррари Эйч-Пи» (итал. Scuderia Ferrari HP) — итальянская автогоночная команда, представляющая собой подразделение автомобильной компании Феррари (итал. Gestione Sportiva), занимающееся гонками. Хотя это подразделение продолжает заниматься гоночной деятельностью многочисленных клиентов Феррари и частных команд, его основные усилия и финансы сосредоточены на команде Формулы-1.
Команда принимает участие в гонках Формулы-1 с 1950 года по сей день и является самой старой и успешной командой в чемпионате. Многочисленных итальянских болельщиков команды часто называют «тифози» (итал. tifosi). Scuderia Ferrari переводится с итальянского как «конюшня Феррари», при этом скудериями также называют и другие гоночные команды, как Формулы-1, например бывшую конюшню Scuderia Toro Rosso, так и никогда не выступавшие в Формуле-1, как например американскую Scuderia Corsa.

## Состав команды

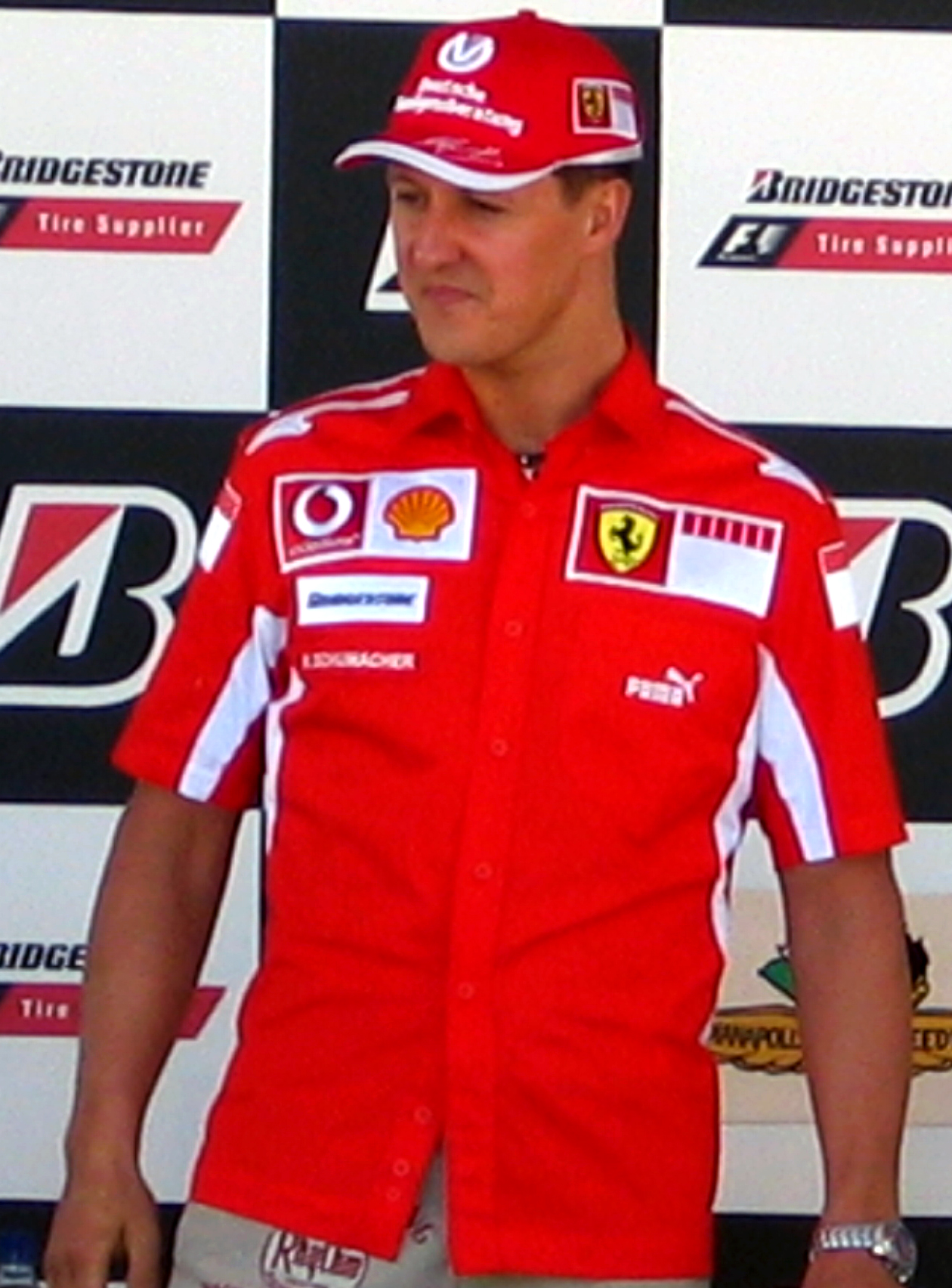
Михаэль Шумахер

- Шарль Леклер ( Монако) — успешно дебютировал в 2018 году в команде Sauber. Чемпион Формулы-2 в 2017 году. В 2019 году заменил Кими Райкконена, перешедшего на место монегаска в Sauber.

- Льюис Хэмилтон ( Великобритания) — семикратный чемпион присоединился к команде с 2025 года.

Больше всего чемпионских титулов команде Ferrari принёс немецкий гонщик Михаэль Шумахер. Он — обладатель 7 чемпионских титулов, 5 из них завоевал вместе с Ferrari (в 2000—2004 годах). В 2006 году, после победы на Гран-при Италии, Шумахер заявил, что покидает чемпионат. Однако он сохранил за собой место в Scuderia Ferrari. В обязанности семикратного чемпиона входило тестирование новых спортивных машин Ferrari. В том числе, он мог быть привлечён к тестам формульных болидов команды, если это было бы необходимо. На сезон 2010 года Шумахер завершил отношения с итальянской командой и подписал контракт боевого пилота с командой Mercedes.

## Логотип команды
Изображение вздыбленного жеребца на жёлтом геральдическом щите было нанесено на боковые плоскости кабины Ferrari впервые в 1952 году с подачи спортивного менеджера «Скудерии» Нелло Уголино; до того года символ размещали только на капоте.

## История

### Происхождение

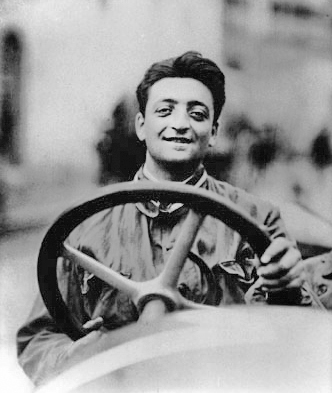
Основатель команды — Энцо Феррари

Команда Феррари была основана Энцо Феррари в 1929 году в качестве спонсора для гонщиков-любителей в различных гонках, хотя сам Феррари участвовал в гонках на машинах Фиат и до этой даты. Идея возникла 16 ноября за ужином в Болонье, где Феррари обратился за финансовой помощью к Аугусто и Альфредо Каниато, наследникам текстильного производства, и состоятельному гонщику-любителю Марио Тадини. Затем он собрал команду, которая на своём пике включала более сорока пилотов, большинство из них выступали на машинах «Альфа Ромео». Сам Энцо продолжал принимать участие в гонках до рождения первого сына Дино в 1932 году.
Феррари руководил многими уже состоявшимися пилотами (особенно Тацио Нуволари, Джузеппе Кампари, Акилле Варци и Луи Широн) и несколькими талантливыми новичками (такими как Тандини, Гай Молл, Карло Пинтакудо и Антонио Бривио) из своей штаб-квартиры в Модене до 1938 года, когда он стал управляющим гоночным подразделением компании Альфа Ромео — Alfa Corse. В 1939 году он ушёл из Альфа Ромео, узнав о намерении компании выкупить его долю и поглотить команду. Его компания стала называться Auto Avio Costruzioni Ferrari, она производила станки в ожидании окончания четырёхлетнего запрета на участие в соревнованиях после ухода из Альфы.
Несмотря на соглашение с Альфа Ромео, Феррари немедленно начал разработку собственного гоночного автомобиля — Ferrari Tipo 815 с восьмицилиндровым двигателем объёмом 1,5 литра. Tipo 815, разработанные Альберто Массимино, стали первыми настоящими машинами Феррари, но после того как в 1940 году Альберто Аскари и маркиз Лотарио Рангони Макиавелли ди Модена участвовали на них в «Милле Милья», Вторая мировая война временно положила конец гонкам, и Tipo 815 больше не принимали участия в соревнованиях. Феррари продолжал производить станки, в 1943 году он перенёс штаб-квартиру в Маранелло, где она подверглась бомбардировке в 1944 году.
Правила для Мирового Чемпионата Гран-при были разработаны ещё до войны, но понадобилось несколько лет, чтобы они начали действовать. В это время Феррари возобновил свои работы в Маранелло и создал Ferrari Tipo 125 с 12-цилиндровым 1,5-литровым двигателем, который принимал участие в нескольких Гран-при, не входивших в чемпионат.

### 1950-е

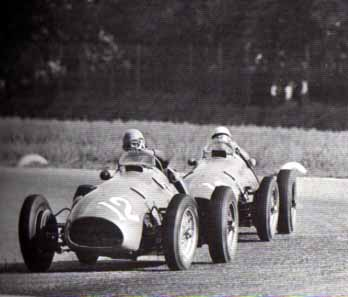
Аскари вместе с Виллорези на Гран-при Италии 1952 года

Феррари дебютировала в Формуле-1 на Гран-при Монако 1950 года с новой версией Tipo 125 с наддувом и двумя опытными и очень успешными гонщиками Альберто Аскари и Луиджи Виллорези. В сезоне 1950 года доминировала команда Alfa Romeo, выиграв все одиннадцать Гран-при, но Феррари удалось прервать их победное шествие в 1951 году, когда Хосе Фройлан Гонсалес занял первое место на Гран-при Великобритании. В 1951 году команда Феррари также выиграла «Милле Милья», но была вовлечена в длительное судебное разбирательство, когда Аскари разбился о барьер, при этом погиб местный врач.
После сезона 1951 года команда «Альфа Ромео» покинула Формулу-1, после чего обескураженное руководство приняло правила Формулы-2 в связи с недостатком участников. Феррари с удовольствием продолжил работу над Феррари-500, которая в 1952 году продолжала выигрывать почти каждую гонку, в которой принимала участие, под управлением Аскари, Джузеппе Фарины и Пьеро Таруффи; Аскари стал чемпионом мира, выиграв шесть гонок подряд. В 1953 Аскари выиграл только пять гонок, но все равно получил ещё один титул; в конце сезона Феррари впервые обошёл Хуан Мануэль Фанхио на Мазерати.
В 1954 году произошёл переход на новые двигатели объёмом 2,5 литра; новая машина Феррари, Tipo 625, не могла соперничать сначала с Мазерати, а потом и с Мерседес-Бенц под управлением Фанхио. Пилоты Феррари победили только два раза — Гонсалес на Гран-при Великобритании и Майк Хоторн на Гран-при Испании. В 1955 Фанхио продолжил выступать за команду Mercedes-Benz, сохранившую превосходство в чемпионате, а Феррари смогла завоевать только одну победу: Морис Трентиньян выиграл Гран-при Испании. Позже, в 1955 году команда Феррари выкупила шасси D50 обанкротившейся команды Lancia. Фанхио, Питер Коллинз и Эудженио Кастеллотти успешно выступали на нём в 1956 году: Коллинз выиграл две гонки, Фанхио выиграл три и стал чемпионом.
В 1957 году Фанхио вернулся в Мазерати, и команде Феррари, все ещё использовавшей устаревшие шасси Lancia, не удалось выиграть ни одной гонки. К Кастеллотти присоединились пилоты Луиджи Муссо и маркиз де Портаго; Кастеллотти погиб во время тестов, а Портаго врезался в толпу на Милле Милья, при этом погиб он, его напарник и 10 зрителей, а команда была обвинена в непредумышленном убийстве.
Для сезона 1958 года Карло Чити разработал полностью новую машину — Ferrari 246 Dino, названную в честь умершего сына Энцо Феррари. В команде остались пилоты Коллинз, Хоторн и Муссо, однако Муссо разбился на Гран-при Франции 1958 года, а Коллинз погиб на Гран-при Германии того же года. Хоторн выиграл чемпионат и объявил о своём уходе, а через месяц погиб в автокатастрофе.
Феррари нанял пять новых пилотов: Тони Брукса, Жана Бера, Фила Хилла, Дэна Герни и Клиффа Эллисона. Члены команды плохо ладили друг с другом, Бера был уволен после того, как ударил менеджера команды Ромоло Тавони. Брукс оставался конкурентоспособным до конца сезона, но всё-таки уступил победу в чемпионате Джеку Брэбему.

### 1960-е
Сезон 1960 года прошёл немного лучше, чем в 1959. В команде остались Хилл, Эллисон и Вольфганг фон Трипс, а также добавились Вилли Мэресс и Ричи Гинтер, который управлял первой машиной Феррари с задним расположением двигателя. Эллисон был несколько раз травмирован на тестах. Команда за весь сезон выиграла лишь один раз: на Гран-при Италии победил Хилл. Однако, Феррари под управлением Поля Фрера и Оливье Жандебьена выиграла «24 часа Ле-Мана».

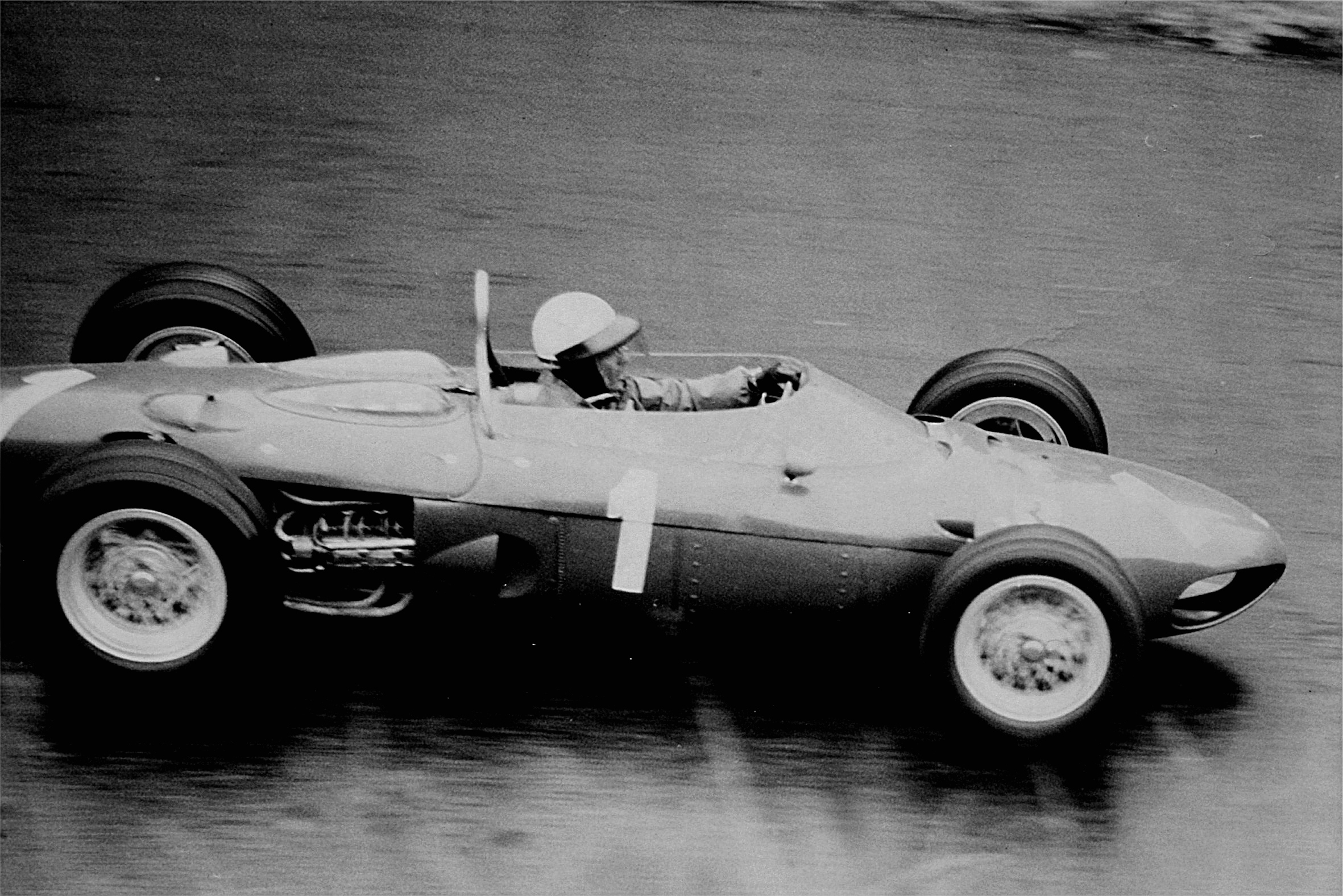
Фил Хилл на Гран-при Германии 1962

В сезоне 1961 года (когда было принято новое ограничение объёма двигателя — 1500 см куб.) в команде остались Хилл, фон Трипс и Гинтер, и была представлена ещё одна машина, разработанная Кити, — Ferrari 156, в основе которой лежала конструкция автомобиля, доминировавшего в Формуле-2 в 1960 году. За чемпионский титул боролись два пилота Ferrari — Хилл и фон Трипс. В середине сезона к команде присоединился Джанкарло Багетти, он стал первым гонщиком, выигравшим свою дебютную гонку (Гран-при Франции 1961 года). Однако, в конце сезона фон Трипс погиб в аварии на Гран-при Италии вместе с дюжиной зрителей. Чемпионат выиграл Хилл. Оливье Жандебьен и Хилл также выиграли ещё один Ле Ман для Ferrari.
В конце сезона 1961 года команду в форме «демонстративного ухода» покидают разработчик шасси Карло Кити и менеджер команды Ромоло Тавони с целью создания собственной команды (ATS). Феррари назначил Мауро Форгьери гоночным директором, а Эудженио Драгони — менеджером команды.
В сезоне 1962 года за команду выступали Хилл и Багетти вместе с новичками Рикардо Родригесом и Лоренцо Бандини. В то время как Форгиери работал над новым шасси, команда продолжала использовать машины 1961 года и не выиграла ни одной гонки. Однако Ferrari продолжала доминировать на Ле Мане, команда, всё так же состоявшая из Хилла и Жандебьена, выиграла очередную гонку.
В сезоне 1963 года Ferrari представила более лёгкое шасси Ferrari 156, на котором выступали Бандини, Джон Сёртис, Вилли Моресс и Людовико Скарфиотти. Сёртис выиграл Гран-при Германии, на котором Моресс попал в тяжёлую аварию, после которой не смог вернуться к гонкам. Несмотря на неудачи в Формуле-1, команда в составе Бандини и Скарфиотти продолжила выигрышную серию на Ле Мане.
Новая 158-я модель была закончена в конце 1963 и стала конкурентоспособной в сезоне 1964 года, будучи оснащённой восьмицилиндровым двигателем, разработанным Анджело Белли. К Сёртису и Бандини присоединился молодой мексиканец Педро Родригес, брат погибшего в 1962 Рикардо. Сёртис выиграл две гонки, а Бандини одну; Феррари были медленнее, чем Lotus Джима Кларка, зато намного превосходили их в надёжности, что дало возможность Сёртису выиграть чемпионат, а Бандини занять четвёртое место. Скудерия Феррари выиграла пятый Ле Ман подряд, на этот раз с помощью Жана Гише и Нино Ваккарелла.
Сезон 1965 был последним сезоном 1,5-литровой формулы, так что в Феррари решили использовать тот же восьмицилиндровый двигатель, что и в прошлом году, вместе с новым 12-цилиндровым, который был представлен в конце сезона 1964 года. Они не выиграли ни одной гонки, так как теперь на трассе доминировал Кларк на уже гораздо более надёжном «Лотусе». Сёртис и Бандини остались основными гонщиками команды, в некоторых гонках также принимали участие Родригес, Ваккарелла и Боб Бондуран. В составе частной команды NART Йохен Риндт и Мастен Грегори выиграли «24 часа Ле-Мана». Это была шестая подряд победа Феррари на этой гонке.
В сезоне 1966 года с новыми правилами на Ferrari 312 Сёртиса была установлена 3-литровая версия двигателя V12 3,3 литра, который ранее использовался в серии Ferrari P. Бандини в начале сезона принимает участие в Тасманской серии. Сёртис выигрывает Гран-при Бельгии, но после ссоры с менеджером Эугенио Драгони покидает команду; его заменяет Майк Паркс. Скарфиотти также выигрывает одну гонку, Гран-при Италии в Монце, используя улучшенный 36-клапанный двигатель.
В сезоне 1967 года команда уволила Драгони и заменила его на Франко Лини; Крис Эймон стал партнёром Бандини, управляя чем-то вроде улучшенной версии болида 1966 года. На Гран-при Монако Бандини разбился и получил тяжёлые повреждения, оказавшись в ловушке под своей горящей машиной; через несколько дней он умер от полученных травм. В феррари остались Майк Паркс и Скарфиотти, но через несколько недель Паркс попадает в аварию на Гран-при Бельгии, которая вынуждает его закончить карьеру, а Скарфиотти, будучи свидетелем его аварии, временно покидает автогонки.
Сезон 1968 года складывался лучше; Жаки Икс заработал победу во Франции и несколько хороших позиций и имел неплохие шансы в чемпионате, пока не попал в аварию на квалификации в Канаде; Эймон лидировал в нескольких гонках, но не выиграл ни одной. В конце сезона команду покидает менеджер Франко Лини, а Жаки Икс уходит в Brabham. Летом 1968 года Феррари подготовил сделку по продаже производства дорожных автомобилей компании Фиат; сделка состоялась в начале 1969, после чего 50 % процентов бизнеса осталось под контролем самого Феррари.
В течение сезона 1969 года Энцо Феррари начал вкладывать недавно полученные средства в возрождение команды. Хотя реструктуризируемая команда и сражалась в чемпионате, это был потерянный сезон. Эймон продолжал управлять старым болидом, а Педро Родригес заменил Икса. В конце года Эймон покинул команду.

### 1970-е
В 1970-м году Жаки Икс вернулся в команду, выиграл Гран-при Австрии, Канады и Мексики и занял второе место в чемпионате.
Сезон 1971 годов для Феррари оказался тяжёлым — надёжность машины очень сильно упала. В 1972 году ситуация с надёжностью улучшилась, но результаты все равно были неважными.
В 1973 году Энцо Феррари ставит руководителем команды юриста, выпускника Римского университета Ла Сапиенца Луку ди Монтеземоло. Наделённый менеджерским талантом, ди Монтеземоло выводит команду из кризиса. Одним из важных шагов молодого руководителя было подписание контракта с Ники Лаудой в 1974. Также после трёх неудачных лет Феррари принимает важное решение отказаться от участия в гонках спорткаров и сосредоточиться на Формуле 1. Однако, проблемы с надёжностью шасси 312B3 помешали завоевать победу в том году.

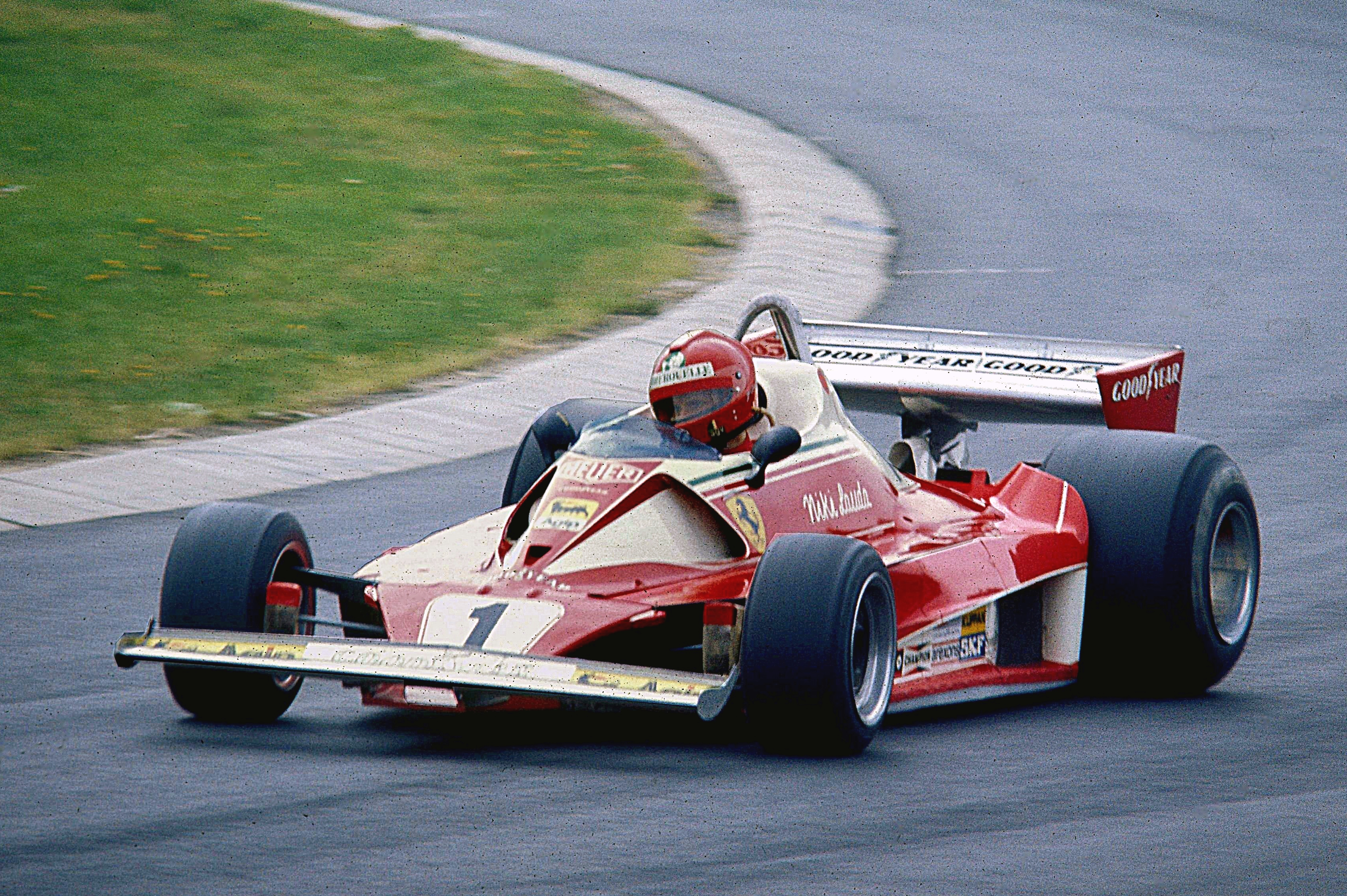
Лауда пилотирует Ferrari 312 T2, 1976 год

Новая Ferrari 312T, полностью разработанная при участии Ники Лауды, была представлена в 1975 году и вернула команду на путь к победам. Ники, одержав 5 побед, выигрывает чемпионат, а Ferrari — кубок конструкторов.
В 1976 году Лауда опять уверенно идёт к чемпионскому титулу, за 9 первых гонок сезона одержав 5 побед. Однако страшная авария на Нюрбургринге, когда гонщик около 50 секунд просидел в пылающем болиде, поставила под сомнение не только чемпионский титул австрийца, но и его выживание. Тем не менее, через пять недель, пропустив всего два Гран-при, пилот вернулся в кабину. До последней гонки он имел преимущество в общем зачёте перед ближайшим преследователем, Джеймсом Хантом из МакЛарена. Австриец упустил титул лишь на последнем Гран-при сезона — пошёл дождь, и Лауда, у которого из-за последствий ожогов не закрывались веки, опасаясь потерять контроль над болидом, сошёл с трассы. Тем не менее, Кубок Конструкторов, как и годом ранее, оказался у Феррари. Отказ от борьбы на трассе вызвал раздражение Энцо Феррари — он не принимал объяснений о проблемах со здоровьем гонщика. И Лауде, хотя он в следующем, 1977 году и принёс Феррари ещё одну чемпионскую корону (Кубок Конструкторов также достался Феррари), пришлось уйти. В том же году, перейдя на должность старшего менеджера Фиата, покинул команду и Лука ди Монтеземоло. На смену Лауде в Феррари пришёл неординарный пилот, Жиль Вильнёв, ставший любимцем Энцо Феррари. Однако новая машина, Ferrari 312T3, надёжностью не отличалась. И хотя первый пилот команды, Карлос Ройтеман, одержал четыре победы, а Вильнёв пришёл первым один раз, ни чемпионский титул, ни Кубок Конструкторов команде не достались. В следующем, 1979 году, первым пилотом взяли Джоди Шектера. Шектер с Вильнёвым за сезон на двоих одержали шесть побед — по три на каждого пилота. Но в остальных гонках Джоди оказался стабильнее Жиля, в результате Шектер становится чемпионом, а Вильнёв — вице-чемпионом. Кубок Конструкторов, естественно, тоже остался у Феррари. И так получилось, что Джоди Шектер оказался последним пилотом Скудерии, кого Энцо лично поздравлял с чемпионским титулом.

### 1980—1990-е

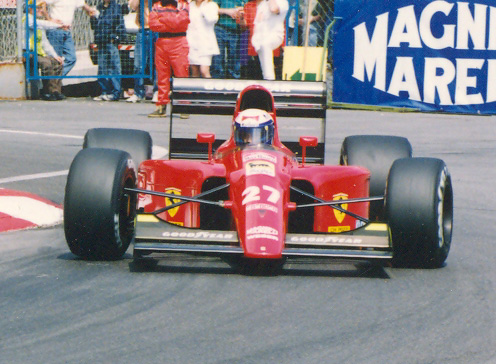
Ален Прост за рулём Ferrari 642 во время Гран-при Монако 1991 года

На протяжении этого периода пилоты Скудерии ни разу не становились чемпионами, а команда с 1984 по 1998 годы не выигрывала Кубок конструкторов. Вдобавок Феррари постоянно боролась с техническими проблемами. Ярким моментом стала борьба за чемпионство в 1990 году, когда за команду выступал Ален Прост, который уступил чемпионскую корону пилоту Макларена Айртону Сенне. В 1991 году Лука де Монтеземоло вернулся на пост президента Феррари, в 1993 году спортивным директором команды стал Жан Тодт, а в 1997-м техническим директором — Росс Браун. С приходом в команду из Бенеттона двукратного чемпиона мира Михаэля Шумахера в 1996-м у Феррари появилась надежда на чемпионство пилота и победу в Кубке Конструкторов. Вторым пилотом команды стал Эдди Ирвайн. И хотя машины ещё нельзя было назвать технически совершенными, Михаэлю удалось занять третье место в своём первом году в Феррари.
Сезон 1997 года прошёл под флагом борьбы Феррари и Вильямс в лице их пилотов — Шумахера и Жака Вильнёва. На момент начала последней гонки сезона, Гран-при Европы в Хересе, Шумахер лидировал в чемпионате, опережая Вильнёва на одно очко. Но в гонке за 22 круга до финиша произошло столкновение лидировавшего Шумахера с Вильнёвом, который попытался на одном из поворотов обойти его. В результате аварии болид Шумахера выбросило за трассу на гравий, откуда он не смог вернуться, а Жак продолжил гонку на повреждённой машине и пришёл к финишу третьим, тем самым обеспечив себе чемпионство. Судьи ФИА обвинили Шумахера в преднамеренном столкновении и дисквалифицировали его с лишением завоёванного им второго места. Очки, заработанные немцем для команды, сохранили, что позволило Скудерии остаться на второй строчке в Кубке конструкторов.
В 1998 году соперником «Феррари» стал «Макларен», и победа по итогам сезона осталась за последним. Чемпионом мира стал пилот «Макларена» Мика Хаккинен, а Шумахер — вице-чемпионом. В 1999 году Шумахер и Эдди Ирвайн после долгого перерыва привели команду к победе в Кубке конструкторов, но травма ноги, полученная на Гран-при Великобритании и из-за которой Шумахеру пришлось пропустить шесть гонок, не позволила ему бороться за чемпионство, и в двух последних гонках он помогал напарнику Ирвайну в борьбе за титул, но тот стал вторым, уступив два очка двукратному чемпиону Мике Хаккинену.

### 2000-е. Эра Шумахера
Последний год XX века ознаменовался немного обновившимся составом команды Феррари — к окончательно оправившемуся от травмы Михаэлю Шумахеру, вместо ушедшего в Ягуар Эдди Ирвайна, присоединился Рубенс Баррикелло. Начало сезона 2000 года осталось за Шумахером, выигравшим 3 первые гонки сезона, но после победы на Гран-при Канады в результатах Михаэля произошёл спад. В середине сезона на первые роли вышли действующий чемпион мира Мика Хаккинен из «Макларен» и его напарник Дэвид Култхард. Победив в Гран-при Венгрии, Хаккинен вышел в лидеры чемпионата, а выиграв следующий Гран-при Бельгии на трассе Спа-Франкошам, в блестящем стиле опередив лидировавшего Шумахера, увеличил отрыв в личном зачёте до 6 очков. Михаэль взял реванш, победив на Гран-при Италии в Монце, тем самым сократив разрыв в личном зачёте до двух очков и сравнявшись по количеству побед с Айртоном Сенной. Следующая гонка — Гран-при США, проходившая впервые на автодроме Индианаполис Мотор Спидвей, — выявила техническое превосходство «Феррари»: Шумахер выиграл гонку, а Хаккинен сошёл по техническим причинам. Перед предпоследним этапом, проходившим на японской Судзуке, Шумахер лидировал в чемпионате с отрывом в 8 очков. Победив в Японии, Шумахер выиграл чемпионат мира на «Феррари» впервые за 21 год. Последняя гонка сезона 2000 года, проходившая на трассе Сепанг в Малайзии, была выиграна пилотами «Феррари», и впервые с 1983 года позволила команде завоевать Кубок конструкторов второй год подряд.

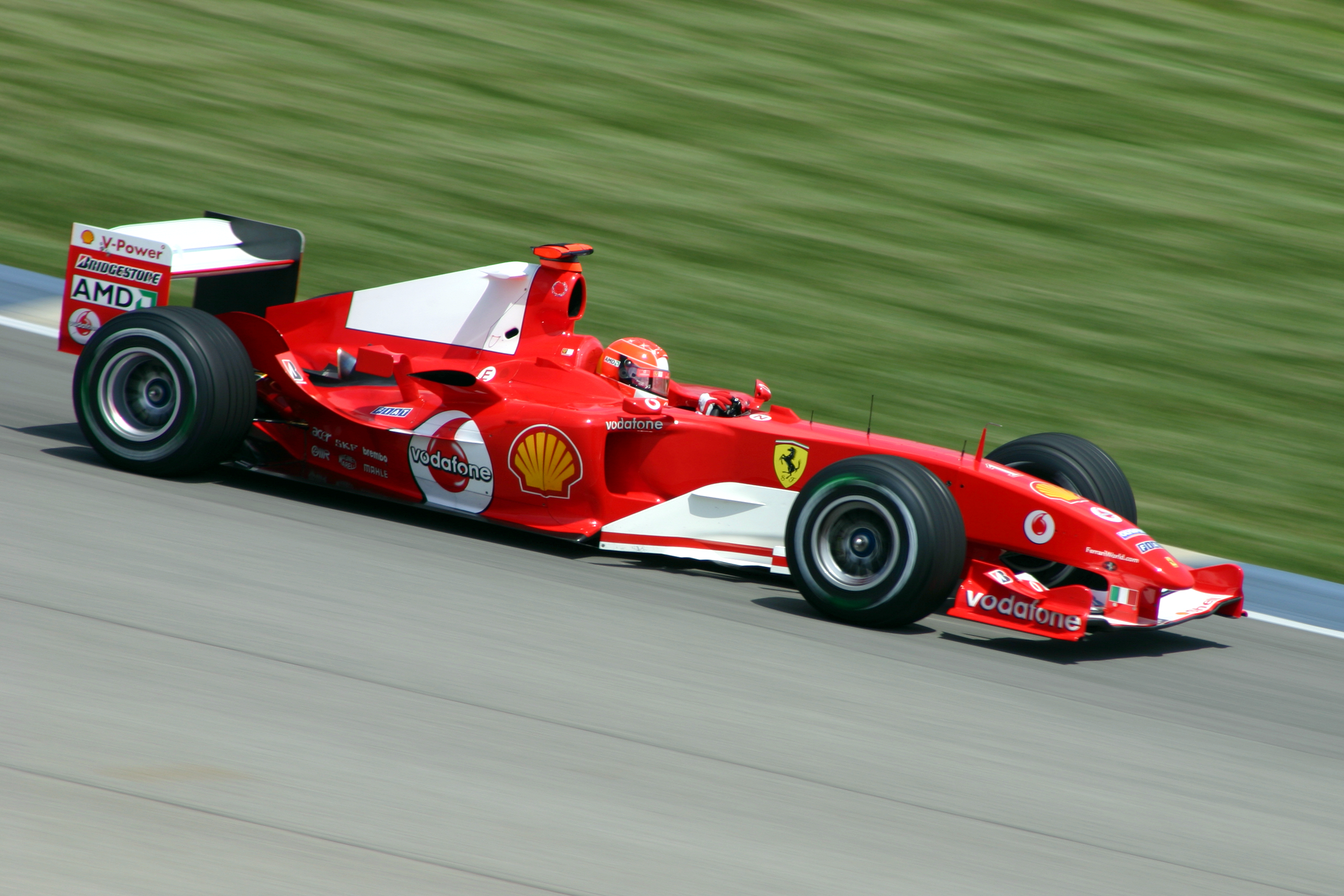
Ferrari F2004 выиграла 15 гонок из 18 в сезоне.
Михаэль Шумахер на Гран-при США 2004 года

Сезон 2001 года стал первым для целого ряда пилотов, в будущем ставших «лицом» Формулы-1. Дебютировали Кими Райкконен, Хуан-Пабло Монтойя и Фернандо Алонсо. Первым о себе заявил колумбиец Монтойя, навязавший борьбу Шумахеру уже на 3 этапе сезона Гран-при Бразилии, но круговой Йос Ферстаппен выбил Монтойю с трассы. В целом сезон прошёл под знаком тотального превосходства Шумахера, но не команды в целом, и лишь иногда лидеру навязывали борьбу его младший брат Ральф Шумахер, выступавший за «Уильямс», и пилот «Макларена» Дэвид Култхард. Спокойный ход сезона нарушило лишь Гран-при Австрии, в ходе которого на последнем круге пилот «Феррари» Рубенс Баррикелло по приказу из боксов пропустил вперёд на 2-е место Шумахера, что вызвало негодование автоспортивной общественности. Немецкий гонщик оформил свой четвёртый титул победой на Гран-при Венгрии досрочно — за 5 гонок до конца сезона, а на следующем за Венгрией Гран-при Бельгии одержал 52-ю победу, и, обогнав Алена Проста, стал абсолютным рекордсменом Формулы-] по этому показателю.
Следующий 2002 год прошёл под полным и безоговорочным превосходством команды «Феррари». Шумахер и Баррикелло выиграли 15 гонок из 17, а Шумахер финишировал во всех гонках сезона на подиуме. Большая часть Гран-при прошла однообразно и лишь выделились Гран-при Малайзии, где на двух верхних ступенях пьедестала стояли пилоты «Уильямс» Ральф Шумахер и Хуан-Пабло Монтойя, Гран-при Австрии, где по сценарию 2001 года Баррикелло пропустил вперёд Шумахера на последнем круге, и Гран-при США, на финише которого победителя Баррикелло и второго призёра, Шумахера, разделило всего 11 тысячных секунды, что является одним из самых плотных финишей в истории Формулы-1. Михаэль Шумахер стал чемпионом, выиграв Гран-при Франции, за 6 этапов до окончания сезона, и, став 5-кратным чемпионом, сравнялся по этому показателю с Хуаном-Мануэлем Фанхио.
В 2003 году наметился спад в результатах команды, чему способствовали аварии Рубенса Баррикелло, вызванные падением мотивации, и резкий технологический рост команд-соперников Скудерии. Также одним из главных событий сезона стало введение новой системы начисления очков, по которой очки получали первые 8 финишировавших (10—8—6—5—4—3—2—1), а не 6, как было ранее. В итоге в начале сезона на первые роли вышли пилоты Макларен Дэвид Култхард и Кими Райкконен, одержавшие победы в двух дебютных гонках. Ответить гонщики Феррари смогли лишь одним вторым местом Баррикелло. В хаотичной третьей гонке сезона Гран-при Бразилии 2003 года, проходившей под проливным дождём, оба пилота команды и вовсе сошли с трассы. Прервать неудачную серию удалось в Имоле, где Шумахер выиграл, а Баррикелло стал третьим. Такой же результат повторился в Барселоне и Австрии. В Монако победу одержал Монтойя на «Уильямс», ставший наряду с Райкконеном одним из главных соперников Шумахера в борьбе за титул чемпиона. В Канаде победу вновь одержал Шумахер, но после наступил спад в результатах и лидер «Феррари» лишь раз в следующих 5 гонках поднялся на подиум. Середина сезона ознаменовалась выходом на первые роли Ральфа Шумахера, одержавшего подряд две победы на Нюрбургринге и Маньи-Куре, и второго пилота Феррари Рубенса Баррикелло, в блестящем стиле выигравшего Гран-при Великобритании. На Гран-при Венгрии первую победу в своей карьере одержал Алонсо, став самым молодым победителем Гран-при в истории, а Шумахер (72), Монтойя (71) и Райкконен (70) практически сравнялись по очкам. Следующее Гран-при Италии выиграл Шумахер, лидировавший почти от старта и до финиша, лишь в одном круге уступив лидерство, и тем самым укрепив лидерство в чемпионате. Шумахер победой в США, как и в 2000 году практически гарантировал себе титул. Финальный Гран-при сезона, проходивший традиционно в Японии, выиграл Рубенс Баррикелло, а Шумахер финишировал на восьмом месте, гарантировавшем ему рекордный в истории шестой чемпионский титул. Кубок конструкторов в 5 раз подряд выиграла «Феррари».
В 2004 году «Феррари» в очередной раз триумфально победила. Шумахер выиграл 13 гонок из 18 и досрочно стал чемпионом мира в 7-й раз в своей карьере и 5-й подряд в «Феррари». Баррикелло, набрав 114 очков, завоевал вице-чемпионство. В 2005 году победу в чемпионате одержали «Рено» и её пилот Фернандо Алонсо, а Шумахер и «Феррари» оказались на третьих местах, не сумев даже навязать им борьбу. По завершении сезона команду покинул Баррикелло, и место второго пилота занял Фелипе Масса. В 2006 году вплоть до последней гонки шла борьба за чемпионский титул между Шумахером и Алонсо, которому досталась победа, а «Феррари» уступила «Рено» 5 очков. Михаэль Шумахер, завоевавший серебро чемпионата, покинул Формулу-1, уступив место Кими Райкконену.
В 2007 году Райкконен в плотной борьбе с пилотами «Макларена» Фернандо Алонсо и Льюисом Хэмилтоном по итогам сезона стал чемпионом мира, опередив обоих на одно очко. Из-за дисквалификации команды «Макларен» в связи с делом о её шпионаже в отношении «Феррари», Кубок конструкторов достался «Феррари». В следующем сезоне команда вновь победила в Кубке конструкторов, а Масса и Райкконен заняли второе и третье место. К тому времени прежний персонал команды практически полностью сменился, и 2009 год по этой причине, а также из-за некачественной конструкции машин «Феррари», выдался для команды крайне неудачным. К тому же на квалификации Гран-при Венгрии Фелипе Масса в результате аварии получил травму головы и не смог участвовать в гонках вплоть до конца сезона. Было решено, что Шумахер будет ездить вместо Массы с Гран-при Европы, однако впоследствии из-за продолжившихся проблем с шеей после падения с мотоцикла во время февральского теста его возвращение в Формулу-1 не состоялось, и следующие две гонки провёл тест-пилот Лука Бадоер, а оставшиеся 5 гонок — Джанкарло Физикелла. Райкконен заявил о своём уходе из Формулы-1 по завершении сезона.

### 2010-е
В 2010 году Фернандо Алонсо перешёл из Рено в Ferrari на место Кими Райкконена. Ради того, чтобы освободить место для Фернандо, контракт Ferrari с Райкконеном был расторгнут досрочно. Важную роль в организации перехода сыграл банк Santander, личный спонсор Фернандо, который с 2010 года стал титульным спонсором Ferrari. В том же сезоне Алонсо показывал отличные результаты на гонках, завоевав 5 побед, но стал вторым, уступив по итогам сезона четыре очка (по действующей с 2010 года новой системе начисления очков, согласно которой очки получают первые десять пилотов — 25—18—15—12—10—8—6—4—2—1) гонщику Ред Булл Себастьяну Феттелю. В 2011 году испанец был не так силён и занял лишь четвёртое место в чемпионате. За сезоны 2010—2011 годов Феррари неизменно занимала третью строчку в кубке конструкторов. Сезон 2012 вновь прошёл в борьбе Алонсо и Феттеля за чемпионство, но в результате последней гонки чемпионом вновь стал Феттель, оторвавшись от Алонсо всего на три очка. Зато Феррари в этот раз поднялась на второе место в кубке конструкторов, уступив только Ред Буллу. В 2013 году Фернандо повторил успех вице-чемпиона, в то время как Феттель досрочно стал чемпионом в 4-й раз, оставив испанца по очкам далеко позади — 397 против 242 у Алонсо. Феррари заняла третье место в кубке конструкторов. В конце сезона стало известно, что Фелипе Масса покинет Феррари, уйдя в Уильямс, а в 2014 году в команду вернётся Кими Райкконен.

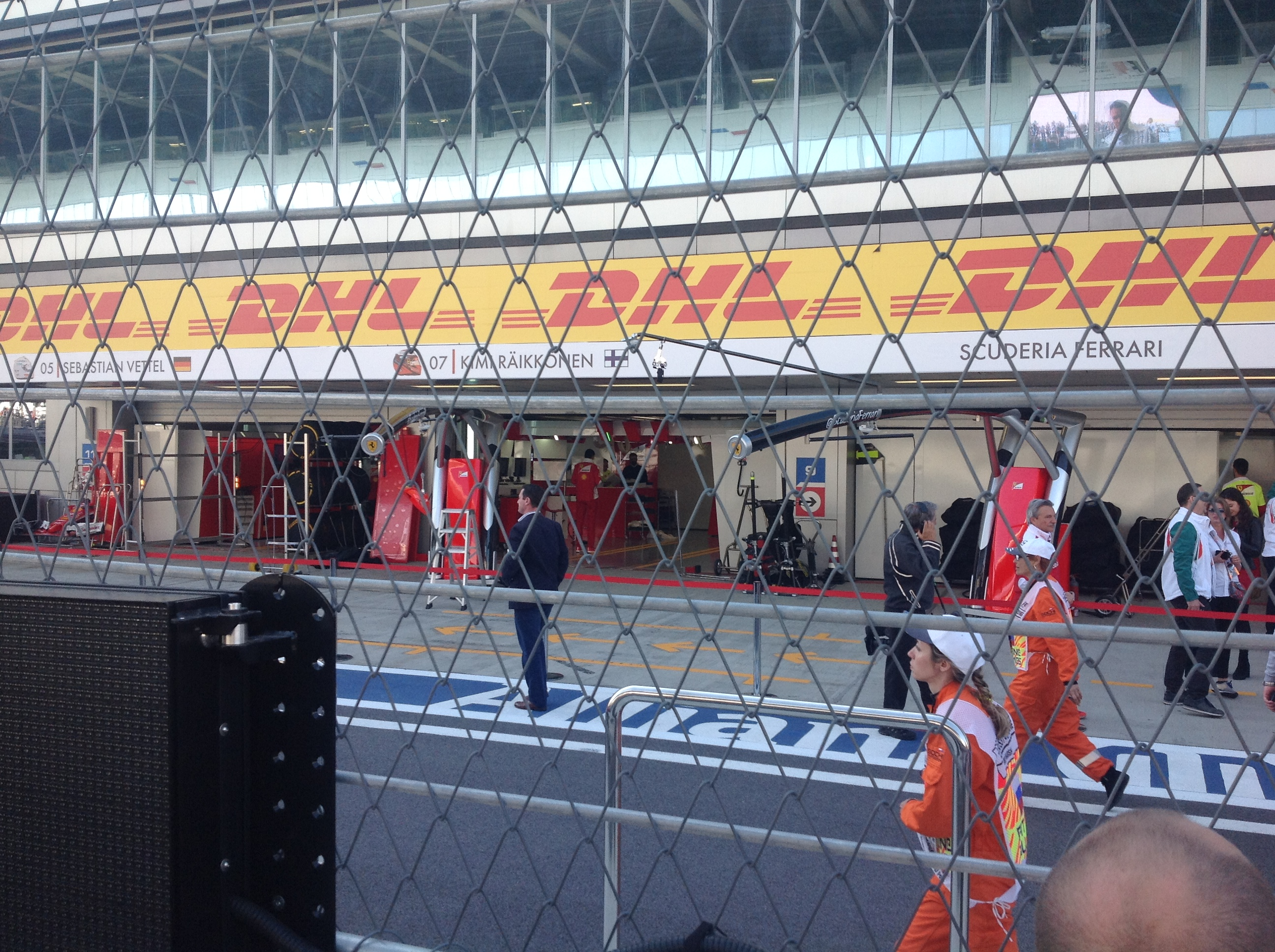
Боксы команды Феррари на Гран-при в Сочи, 2016 год

Однако сезон 2014 года оказался для Феррари провальным. Обновлённый состав гонщиков не выиграл ни одной гонки. Руководство команды досрочно прекратило контракт с Алонсо, который истекал только в 2016 году, и подписало контракт с 4-кратным чемпионом мира Себастьяном Феттелем. 10 сентября 2014 года Лука де Монтеземоло объявил о своей отставке с поста президента Феррари.
Но для команды Скудерия Феррари это было лишь началом больших перемен. Марко Маттиаччи, который сменил Стефано Доменикали, сам покинул команду в ноябре 2014 года. Ему на смену пришёл Маурицио Арривабене. Маурицио в свою очередь уволил несметное количество старожилов Феррари, в их числе был и Пэт Фрай. Однако этот жест нельзя было назвать ненавистью ко всему «старому», в начале 2015 года на тестах в Барселоне Маурицио объявил о том, что в команду вернулся Рори Бирн. Тот самый Рори Бирн, который вместе с Жаном Тодтом, Россом Брауном и Михаэлем Шумахером творили одну из самых ярких страниц в истории Феррари в Формуле-1. Так начался 2015 год для команды из Маранелло. Однако для борьбы с доминирующими на трассе машинами Мерседеса ресурса Феррари не хватило. Тем не менее, Феттель сумел одержать три победы, в Гран-при США обошёл Нико Росберга на 4 очка, став вторым в общем зачёте, однако сошёл на следующей же гонке в Мексике, благодаря чему Росберг вернул себе вторую позицию, и по итогам предпоследней гонки сезона в Бразилии Себастьян уже не мог его обойти, в связи с чем тройка лидеров чемпионата (Хэмилтон, Росберг, Феттель) окончательно сформировалась. В 2016 году гонщики не одержали ни одной победы, а Феррари заняла третье место в чемпионате, уступив Мерседесу и Ред Буллу. В конце июля 2016 технический директор Джеймс Эллисон покинул команду, а его место занял Маттиа Бинотто. В начале августа начались кадровые перестановки в команде.
После провального сезона 2016 Феррари смогла подстроиться под новые правила, а машина SF70-H позволила Феттелю большую часть сезона на равных бороться с Хэмилтоном. Однако сингапурская катастрофа серьёзно подкосила команду вкупе с очередной проигранной гонкой вооружений. Феррари вновь проиграла оба титула, но максимально приблизилась к соперникам из Брэкли.

### 2020-е
2020 год для Ferrari стал одним из худших за 30 лет: от борьбы за победы в сезоне 2019 Шарль Леклер и Себастьян Феттель стали бороться за попадание в зачетную зону, а о победах и вовсе речи не шло. Команда заняла всего лишь шестое место в командном зачете, набрав 131 очко. Однако, несмотря на ужасную статистику, пилоты смогли побывать на пьедестале 3 раза: два раза это делал Леклер, и один раз — Феттель. Также Леклер вчистую выиграл у своего напарника, набрав в три раза больше очков, чем четырехкратный чемпион мира, который еще до начала сезона, 12 мая, объявил о своём уходе из «Феррари» Спустя два дня, 14 мая, Ferrari объявили о подписании контракта с Карлосом Сайнсом-младшим из McLaren.
В 2021 году Феррари заняли третье место в напряженной борьбе с McLaren, набрав 323,5 очка, завоевав два поула, но ни разу за сезон не одержав победы в гонке.
На сезон 2022 Феррари собрали по-настоящему быструю машину: в первых трех гонках Шарль Леклер одержал две победы, а Карлос Сайнс смог дважды финишировать на подиуме. Однако по ходу сезона выяснилось, что пилоты Ferrari, не имеющие опыта в борьбе за чемпионство, не могут сравниться в гонках с действующим чемпионом Максом Ферстаппенном из команды Red Bull. Если в квалификациях Сайнс и Леклер были зачастую быстрее Ферстаппена, то в гонках постоянно случались ошибки и нелепости, из-за которых победа доставалась нидерландцу. После первых гонок Феррари удалось выиграть всего две гонки, а почти все остальные победы достались Ферстаппену, который одержал 15 побед в сезоне и выиграл титул, Ferrari же оказались на втором месте в зачете кубка конструкторов.
В 2023 году Red Bull снова не было равных, они одержали 21 победу в сезоне в 22 гонках. Ferrari же финишировали только третьими с 406 очками, почти догнав Mercedes, набравших всего на 3 очка больше. Но при этом именно Карлос Сайнс из Феррари был единственным гонщиком не из команды Red Bull, кому удалось одержать победу в гонке.
В сезоне 2025 года на Гран-при Китая впервые в истории Ferrari оба гонщика команды были дисквалифицированы.

## Результаты выступлений Ferrari в Формуле-1

### Результаты за последние пять лет
| Легенда к таблице |                                                                    |
| --- | ------------------------------------------------------------------ |
| В таблице перечислены результаты всех Гран-при Формулы-1, в которых принимала участие команда. Строками таблицы являются сезоны, столбцами — этапы чемпионата мира. В каждой клетке указаны сокращённое название этапа и результаты гонщиков команды, дополнительно обозначенные цветом. Расшифровка обозначений и цветов представлена в нижеследующей таблице. |                                                                    |
| \| Пример \| Описание \| \| ------------ \| ------------------------------------------------------------------ \| \| 1 \| Победитель \| \| 2 \| Второе место \| \| 3 \| Третье место \| \| 5 \| Финишировал, заработав очки \| \| Сход \| Не финишировал, но при этом заработал очки \| \| 12 \| Финишировал, не получив очков \| \| НКЛ \| Финишировал, но не попал в финальную классификацию \| \| 15 \| Участвовал вне зачёта, либо по отдельной классификации \| \| 18 \| Не финишировал, но попал в финальную классификацию \| \| Сход \| Не финишировал \| \| НКВ \| Не прошёл квалификацию \| \| НПКВ \| Не прошёл предквалификацию \| \| ДСК \| Дисквалифицирован \| \| ИСК \| Исключён из протокола соревнований \| \| ТТ \| Заявлен для участия только в тренировках \| \| НС \| Участвовал в квалификации, но не стартовал в гонке \| \| Т \| Травмирован или болен \| \| ОТК \| Отказ от участия \| \| НТР \| Прибыл на соревнования, но на трассу не выезжал \| \| НПР \| Был заявлен в числе участников, но не прибыл к началу соревнований \| \| О \| Соревнования отменены \| \| \| Не участвовал \| \| Поул-позиция \| \| \| Быстрый круг \| \| |                                                                    |
| Пример | Описание                                                           |
| 1 | Победитель                                                         |
| 2 | Второе место                                                       |
| 3 | Третье место                                                       |
| 5 | Финишировал, заработав очки                                        |
| Сход | Не финишировал, но при этом заработал очки                         |
| 12 | Финишировал, не получив очков                                      |
| НКЛ | Финишировал, но не попал в финальную классификацию                 |
| 15 | Участвовал вне зачёта, либо по отдельной классификации             |
| 18 | Не финишировал, но попал в финальную классификацию                 |
| Сход | Не финишировал                                                     |
| НКВ | Не прошёл квалификацию                                             |
| НПКВ | Не прошёл предквалификацию                                         |
| ДСК | Дисквалифицирован                                                  |
| ИСК | Исключён из протокола соревнований                                 |
| ТТ | Заявлен для участия только в тренировках                           |
| НС | Участвовал в квалификации, но не стартовал в гонке                 |
| Т | Травмирован или болен                                              |
| ОТК | Отказ от участия                                                   |
| НТР | Прибыл на соревнования, но на трассу не выезжал                    |
| НПР | Был заявлен в числе участников, но не прибыл к началу соревнований |
| О | Соревнования отменены                                              |
| | Не участвовал                                                      |
| Поул-позиция |                                                                    |
| Быстрый круг |                                                                    |

| Сезон | Шасси         | Двигатель               | Ш | Гонщики   | 1    | 2   | 3    | 4    | 5   | 6    | 7   | 8    | 9    | 10  | 11   | 12   | 13   | 14  | 15  | 16  | 17  | 18   | 19   | 20  | 21   | 22  | 23  | 24  | Место | Очки  |
| ----- | ------------- | ----------------------- | - | --------- | ---- | --- | ---- | ---- | --- | ---- | --- | ---- | ---- | --- | ---- | ---- | ---- | --- | --- | --- | --- | ---- | ---- | --- | ---- | --- | --- | --- | ----- | ----- |
| 2021  | Ferrari SF21  | Ferrari 065/6 1,6 V6T   | P |           | БАХ  | ЭМИ | ПОР  | ИСП  | МОН | АЗЕ  | ФРА | ШТИ  | АВТ  | ВЕЛ | ВЕН  | БЕЛ  | НИД  | ИТА | РОС | ТУР | США | МЕХ  | САП  | КАТ | САУ  | АБУ |     |     | 3     | 323,5 |
| 2021  | Ferrari SF21  | Ferrari 065/6 1,6 V6T   | P | Леклер    | 6    | 4   | 6    | 4    | НС  | 4    | 16  | 7    | 8    | 2   | Сход | 8    | 5    | 4   | 15  | 4   | 4   | 5    | 5    | 8   | 7    | 10  |     |     | 3     | 323,5 |
| 2021  | Ferrari SF21  | Ferrari 065/6 1,6 V6T   | P | Сайнс-мл. | 8    | 5   | 11   | 7    | 2   | 8    | 11  | 6    | 5    | 6   | 3    | 10   | 7    | 6   | 3   | 8   | 7   | 6    | 6    | 7   | 8    | 3   |     |     | 3     | 323,5 |
| 2022  | Ferrari F1-75 | Ferrari 066/7 1,6 V6 T  | P |           | БАХ  | САУ | АВС  | ЭМИ  | МАЙ | ИСП  | МОН | АЗЕ  | КАН  | ВЕЛ | АВТ  | ФРА  | ВЕН  | БЕЛ | НИД | ИТА | СИН | ЯПО  | США  | МЕХ | САП  | АБУ |     |     | 2     | 554   |
| 2022  | Ferrari F1-75 | Ferrari 066/7 1,6 V6 T  | P | Леклер    | 1    | 2   | 1    | 6    | 2   | Сход | 4   | Сход | 5    | 4   | 1    | Сход | 6    | 6   | 3   | 2   | 2   | 3    | 3    | 6   | 4    | 2   |     |     | 2     | 554   |
| 2022  | Ferrari F1-75 | Ferrari 066/7 1,6 V6 T  | P | Сайнс-мл. | 2    | 3   | Сход | Сход | 3   | 4    | 2   | Сход | 2    | 1   | Сход | 5    | 4    | 3   | 8   | 4   | 3   | Сход | Сход | 5   | 3    | 4   |     |     | 2     | 554   |
| 2023  | Ferrari SF-23 | Ferrari 066/10 1,6 V6 T | P |           | БАХ  | САУ | АВС  | АЗЕ  | МАЙ | МОН  | ИСП | КАН  | АВТ  | ВЕЛ | ВЕН  | БЕЛ  | НИД  | ИТА | СИН | ЯПО | КАТ | США  | МЕХ  | САП | ЛАС  | АБУ |     |     | 3     | 406   |
| 2023  | Ferrari SF-23 | Ferrari 066/10 1,6 V6 T | P | Леклер    | Сход | 7   | Сход | 3    | 7   | 6    | 11  | 4    | 2    | 9   | 7    | 3    | Сход | 4   | 4   | 4   | 5   | ДСК  | 3    | НС  | 2    | 2   |     |     | 3     | 406   |
| 2023  | Ferrari SF-23 | Ferrari 066/10 1,6 V6 T | P | Сайнс-мл. | 4    | 6   | 12   | 5    | 5   | 8    | 5   | 5    | 6    | 10  | 8    | Сход | 5    | 3   | 1   | 6   | НС  | 3    | 4    | 6   | 6    | 18  |     |     | 3     | 406   |
| 2024  | Ferrari SF-24 | Ferrari 066/12 1,6 V6 T | P |           | БАХ  | САУ | АВС  | ЯПО  | КИТ | МАЙ  | ЭМИ | МОН  | КАН  | ИСП | АВТ  | ВЕЛ  | ВЕН  | БЕЛ | НИД | ИТА | АЗЕ | СИН  | США  | МЕХ | САП  | ЛАС | КАТ | АБУ | 2     | 652   |
| 2024  | Ferrari SF-24 | Ferrari 066/12 1,6 V6 T | P | Леклер    | 4    | 3   | 2    | 4    | 4   | 3    | 3   | 1    | Сход | 5   | 11   | 14   | 4    | 3   | 3   | 1   | 2   | 5    | 1    | 3   | 5    | 4   | 2   | 3   | 2     | 652   |
| 2024  | Ferrari SF-24 | Ferrari 066/12 1,6 V6 T | P | Берман    |      | 7   |      |      |     |      |     |      |      |     |      |      |      |     |     |     |     |      |      |     | 12   |     |     |     | 2     | 652   |
| 2024  | Ferrari SF-24 | Ferrari 066/12 1,6 V6 T | P | Сайнс-мл. | 3    | Т   | 1    | 3    | 5   | 5    | 5   | 3    | Сход | 6   | 3    | 5    | 6    | 6   | 5   | 4   | 18  | 7    | 2    | 1   | Сход | 3   | 6   | 2   | 2     | 652   |
| 2025  | Ferrari SF-25 | Ferrari 066/12 1,6 V6 T | P |           | АВС  | КИТ | ЯПО  | БАХ  | САУ | МАЙ  | ЭМИ | МОН  | ИСП  | КАН | АВТ  | ВЕЛ  | БЕЛ  | ВЕН | НИД | ИТА | АЗЕ | СИН  | США  | МЕХ | САП  | ЛАС | КАТ | АБУ | 2*    | 260*  |
| 2025  | Ferrari SF-25 | Ferrari 066/12 1,6 V6 T | P | Леклер    | 8    | ДСК | 4    | 4    | 3   | 7    | 6   | 2    | 3    | 5   | 3    | 14   | 3    | 4   |     |     |     |      |      |     |      |     |     |     | 2*    | 260*  |
| 2025  | Ferrari SF-25 | Ferrari 066/12 1,6 V6 T | P | Хэмилтон  | 10   | ДСК | 7    | 5    | 7   | 8    | 4   | 5    | 6    | 6   | 4    | 4    | 7    | 12  |     |     |     |      |      |     |      |     |     |     | 2*    | 260*  |

* Сезон продолжается.

## Чемпионы мира
| Сезон | Чемпион             | Гражданство    | Поулы | Победы | Подиумы | Быстрые круги | Очки | Победа        | Отрыв (очков) |
| ----- | ------------------- | -------------- | ----- | ------ | ------- | ------------- | ---- | ------------- | ------------- |
| 1952  | Альберто Аскари     | Италия         | 5     | 6      | 6       | 6             | 36   | Этап 6 из 8   | 12            |
| 1953  | Альберто Аскари     | Италия         | 6     | 5      | 5       | 4             | 34,5 | Этап 8 из 8   | 6,5           |
| 1956  | Хуан Мануэль Фанхио | Аргентина      | 6     | 3      | 5       | 4             | 30   | Этап 8 из 8   | 3             |
| 1958  | Майк Хоторн         | Великобритания | 4     | 1      | 7       | 5             | 42   | Этап 11 из 11 | 1             |
| 1961  | Фил Хилл            | США            | 5     | 2      | 6       | 2             | 34   | Этап 7 из 8   | 1             |
| 1964  | Джон Сёртис         | Великобритания | 2     | 2      | 6       | 2             | 40   | Этап 10 из 10 | 1             |
| 1975  | Ники Лауда          | Австрия        | 9     | 5      | 8       | 2             | 64,5 | Этап 13 из 14 | 19,5          |
| 1977  | Ники Лауда          | Австрия        | 2     | 3      | 10      | 3             | 72   | Этап 15 из 17 | 17            |
| 1979  | Джоди Шектер        | ЮАР            | 1     | 3      | 6       | 0             | 51   | Этап 13 из 15 | 4             |
| 2000  | Михаэль Шумахер     | Германия       | 9     | 9      | 12      | 2             | 108  | Этап 16 из 17 | 19            |
| 2001  | Михаэль Шумахер     | Германия       | 11    | 9      | 14      | 3             | 123  | Этап 13 из 17 | 58            |
| 2002  | Михаэль Шумахер     | Германия       | 7     | 11     | 17      | 7             | 144  | Этап 11 из 17 | 67            |
| 2003  | Михаэль Шумахер     | Германия       | 5     | 6      | 8       | 5             | 93   | Этап 16 из 16 | 2             |
| 2004  | Михаэль Шумахер     | Германия       | 8     | 13     | 15      | 10            | 148  | Этап 14 из 18 | 34            |
| 2007  | Кими Райкконен      | Финляндия      | 3     | 6      | 12      | 6             | 110  | Этап 17 из 17 | 1             |

## Список руководителей команды
- Федерико Джиберти (1950—1951)
- Нелло Уголини (1952—1955)
- Эральдо Скулати (1956—1957)
- Ромоло Тавони (1958—1960)
- Эудженио Драгони (1961—1966)
- Франко Лини (1967)
- Франко Гоцци (1968—1970)
- Петер Шетти (1971—1972)
- Алессандро Коломбо (1973)
- Лука Кордеро ди Монтедземоло (1974—1975)
- Даниэле Аудетто (1976—1977)
- Марко Пиччинини (1978—1988)
- Чезаре Фиорио (1989—1991)
- Жан Тодт (1993—2007)
- Стефано Доменикали (2008—2014)
- Марко Маттиаччи (2014)
- Маурицио Арривабене (2015—2019)
- Маттиа Бинотто (2019—2022)
- Фредерик Вассёр (2023—)

## Список участников Ferrari Driver Academy
- Артюр Леклер
- Дино Беганович
- Джеймс Уортон
- Майя Вег
- Оливер Берман
- Рафаэль Камара
- Туукка Тапонен
- Аурелия Нобельс

## Спонсоры
Титульным спонсором команды с 1997 года является сигаретный бренд Marlboro табачной компании Philip Morris. С 2007 года по 2018 год Феррари была единственной командой Формулы-1, имеющей в качестве спонсора табачную компанию (В 2019 году McLaren подписали контракт с British American Tobacco. В 2007 году эмблемы Marlboro были изображены на болидах лишь в трёх гонках: Гран-при Бахрейна, Гран-при Монако и Гран-при Китая. C 2008 года табачной рекламы в явном виде не было ни на одном этапе, а с 2011 года не было и скрытой рекламы (её заменили наклейки банка Santander). Кроме того, команду Феррари на Гран-при Испании 2010 года обязали убрать с кожуха моторного отсека штрих-код, заменяющий рекламу Marlboro, под предлогом присутствия рекламы табачной продукции. Однако в 2011 году контракт между Феррари и Philip Morris был продлён до конца сезона 2015 года. Начиная с Гран-при Великобритании 2011 года, под давлением антитабачных организаций упоминание бренда Marlboro исчезло из названия и всех официальных документов команды.
В 2018 году, Феррари стали размещать рекламный слоган компании Philip Morris на своих машинах: Mission Winnow. В 2019 году Mission Winnow — титульный спонсор компании.
С 2024 года главным спонсором стал HP, а команда стала называться Scuderia Ferrari HP

### Основные спонсоры и партнёры команды в 2019 году
- Marlboro (Philip Morris; Mission Winnow)
- Alfa Romeo
- Shell
- Lenovo
- AMD
- Ray-Ban
- Kaspersky Lab[9]
- Weichai Power[10]
- Hublot
- Pirelli
- Laszmoe
- Brembo
- NGK
- VistaJet
- Riedel
- IVECO
- Puma
- UPS
- Experis
- MAHLE
- SKF
- Magneti Marelli
- Infor
- OMR
- Eightcap
- Palantir
- BELL
- OZ[англ.]
- Garrett
- TechnoGym
- Sabelt

### Комментарии
1. 1 2  В гонке пройдено менее 75% дистанции, поэтому начислена половина очков.
2. ↑  Получил дополнительное очко за третье место в спринте.
3. ↑  Завоевал «большой шлем»: стартовал с поул-позиции, лидировал на финише каждого круга гонки и победил, показав при этом быстрый круг.
4. 1 2 3 4 5 6  Получил дополнительные семь очков за второе место в спринте.
5. 1 2 3  Получил дополнительные три очка за шестое место в спринте.
6. 1 2 3 4 5 6  Получил дополнительные пять очков за четвёртое место в спринте.
7. 1 2 3 4 5  Получил дополнительные шесть очков за третье место в спринте.
8. 1 2 3 4 5 6 7 8 9  Получил дополнительные четыре очка за пятое место в спринте.
9. ↑  Получил дополнительное очко за восьмое место в спринте.
10. ↑  Лидировал на каждом круге гонки.
11. ↑  Получил дополнительные два очка за седьмое место в спринте.
12. ↑  Получил дополнительные восемь очков за первое место в спринте.